# Nekonečný příběh
Nekonečný příběh (v německém originále Die unendliche Geschichte) je fantasy román Michaela Endeho, poprvé vydaný v Německu roku 1979. V angličtině byl poprvé vydán roku 1983 v překladu Ralpha Manheima jako The Neverending Story. V češtině vydal Nekonečný příběh naposledy roku 2015 Albatros v překladu Evy Pátkové.

## Děj
Kniha se zaměřuje na chlapce jménem Bastian Balthazar Bux, který v malém knihkupectví ukradne knihu s názvem Nekonečný příběh. Bastian většinou vystupuje jako čtenář příběhu jiného chlapce Átreje v zemi Fantázie – místa, kde se odehrávají příběhy lidské představivosti a setkávají se postavy z nich. Jak kniha pokračuje, vychází najevo, že někteří obyvatelé Fantázie jsou si vědomi Bastiana a že ten je klíčem k úkolu (zachránit Fantázii), o kterém zatím pouze čte. První část knihy je totiž v podstatě jen sledování cesty hrdiny Átreje. Skrz knihu se Bastian dostává do Fantázie a začíná tam hrát aktivní roli. Tak je zdramatizován zážitek „zachycení“ příběhem. V druhé polovině knihy se rozvíjí řada psychologicky bohatých témat: Bastian se musí vyrovnat s následky svých činů ve světě, který stvořil svými přáními, čelit své temné straně a vrátit se zpět do skutečného světa.
Hlavním tématem knihy je ozdravující síla představivosti – přežití světa Fantázie a skutečného světa je na sobě závislé.

## Postavy
- Átrej (německy Atréju)
- Bastian Balthazar Bux
- Dětská císařovna / Měsíčnice (německy Die Kindliche Kaiserin/Mondenkind)
- Falko, šťastný drak (německy Fuchur, der Glücksdrache)
- Gmork, vlčí tvor sloužící Nicotě
- Ygramul, pavoučice
- Morla, želva
- kamenožrout

## Zajímavosti
- V německém originále stejně jako anglickém překladu se vyskytují dvě barvy písma: červená pro scény ze skutečného světa a zelená pro scény z Fantazie. V češtině (od Albatrosu) je to červená pro skutečný svět a černá pro Fantazii.
- V němčině každá z šestadvaceti kapitol začíná jiným písmenem v abecedním pořadí (A v první kapitole, B v druhé atd.). Celý německý titul zní Die unendliche Geschichte: Von A bis Z, tedy „Nekonečný příběh: Od A do Zet.“ Příslušné písmeno na začátku kapitoly se vyskytuje i v červenozelených obrázcích Roswithy Quadfliegové. Tyto obrazy naznačují osoby a události v příslušné kapitole. V úvodu tento formát chybí, začíná totiž zrcadlovým obrazem dveří v knihkupectví. V českém vydání od Albatrosu jsou obrázky s písmeny černobílé a na zvláštní stránce, nikoliv jako literála přímo v textu. České vydání však má o jedno písmeno navíc – CH. Kniha tak má o jednu kapitolu navíc, ale jde jen o rozdělení jedné kapitoly na dvě.[1]

## Filmy a další adaptace
Film Nekonečný příběh (v originále Die unendliche Geschichte) byl první adaptací románu a byl to nejdražší německý film v dosavadní historii. Do kin přišel roku 1984, režie se ujal Wolfgang Petersen, Bastiana hrál Barret Oliver, Noah Hathaway Átreje a Tami Stronach Dětskou císařovnu. Většinou se točilo v Německu, kromě scén s Barretem Oliverem, které vznikaly v Kanadě. Zpracovává jen první, dobrodružnější část knihy a končí v místě, kdy Bastian vkročí do světa Fantazie. Autor předlohy Michael Ende byl výsledkem filmařské práce zděšen a snažil se soudně zabránit distribuci filmu, nebudou-li vystříhány scény, které nejvíce odporují poselství jeho knihy. Tento spor však prohrál, podařilo se mu dosáhnout jen odstranění svého jména z úvodních titulků:
| „ | Nemohl bych se na sebe podívat do zrcadla, kdybych měl něčemu takovému propůjčit své jméno. Bojoval jsem až do totálního vyčerpání. Opravdu ohavnými šejdířskými metodami mě zkoušeli srazit k zemi. Udělal jsem obrovský skandál. Ale nic nepomohlo. | “ |

- Jméno, které Bastian křičí téměř nesrozumitelně z okna, je „Měsíčnice“, jak se lze dozvědět z Endeho knihy.
- Ve filmu nezazní Bastianovo celé jméno, tedy Bastian Balthazar Bux.

Nekonečný příběh 2, který režíroval George T. Miller a kde hrál Bastiana Jonathan Brandis, měl premiéru roku 1990. Využívá množství témat z druhé části knihy, ale vypráví nový příběh. Bastian podléhá čarodějnici Xaídě, až mu zůstanou jen poslední dvě přání.
Nekonečný příběh 3, v němž se objevila budoucí hvězda Jack Black, je z roku 1994 a režíroval ho Peter McDonald. Jelikož Endeho kniha už byla vyčerpána, film pouze využívá známé postavy. Bastianův otec se znovu ožení a on tak dostává sestru.
Nekonečný příběh se stal inspirací i pro dva televizní seriály. Koprodukční animovaný seriál z roku 1996 vypráví Bastianova další dobrodružství ve Fantazii, zatímco kanadský hraný seriál z roku 2001 Tales from the Neverending Story ve 13 epizodách převyprávěl původní příběh. Česká televize vysílala hranou verzi pod českým názvem Nekonečný příběh.
V Německu se objevila i hra, balet a opera s názvem Nekonečný příběh. Hudbu k opeře i baletu napsal Siegfried Matthus.